# NGC 495
NGC 495 é uma galáxia espiral barrada (SB0-a) localizada na direcção da constelação de Pisces. Possui uma declinação de +33° 28' 15" e uma ascensão recta de 1 horas, 22 minutos e 56,0 segundos.
A galáxia NGC 495 foi descoberta em 12 de Setembro de 1784 por William Herschel.